# TUG OF C&A presents FROM HERE
『ONE x ONE』（タッグ・オブ・チャゲ・アンド・アスカ・プレゼンツ・フロム・ヒア）は、CHAGE&ASKA（現：CHAGE and ASKA）のドキュメンタリー・ビデオ。2000年にVHS（ファンクラブ限定）で発売された。発売元はREAL CAST。

## 概要
本作には1999年のアルバム『NO DOUBT』からコンサート『千年夜一夜ライブ 〜福岡ドーム 僕らがホーム〜 -SUPPORTED BY NEC-』までを追ったドキュメント。

## 収録内容
アルバム『NO DOUBT』のオフショット映像とコンサート「千年夜一夜ライブ 〜福岡ドーム 僕らがホーム〜 -SUPPORTED BY NEC-」のドキュメンタリーを収録。